# Liste der Baudenkmäler in Krefeld
Die Liste der Baudenkmäler in Krefeld enthält die denkmalgeschützten Bauwerke auf dem Gebiet der Stadt Krefeld in Nordrhein-Westfalen (Stand: April 2020). Diese Baudenkmäler sind in der Denkmalliste der Stadt Krefeld eingetragen; Grundlage für die Aufnahme ist das Denkmalschutzgesetz Nordrhein-Westfalen (DSchG NRW).

## Baudenkmäler
Baudenkmäler sind „Denkmäler, die aus baulichen Anlagen oder Teilen baulicher Anlagen bestehen“. Die Denkmalliste der Stadt Krefeld umfasst 1.129 Baudenkmäler.
Weiterhin sind 22 Objekte als bewegliche Denkmäler in Teil C der Denkmalliste der Stadt Krefeld eingetragen.
Die Liste umfasst, falls vorhanden, eine Fotografie des Denkmals, als Bezeichnung falls vorhanden den Namen, sonst kursiv den Gebäudetyp, die Adresse sowie die Eintragungsnummer der unteren Denkmalbehörde der Stadt Krefeld. Der Name entspricht dabei der Bezeichnung durch die untere Denkmalbehörde der Stadt Krefeld. Abkürzungen wurden zum besseren Verständnis aufgelöst, die Typografie an die in der Wikipedia übliche angepasst und Tippfehler korrigiert.

## Listen sortiert nach Stadtteilen

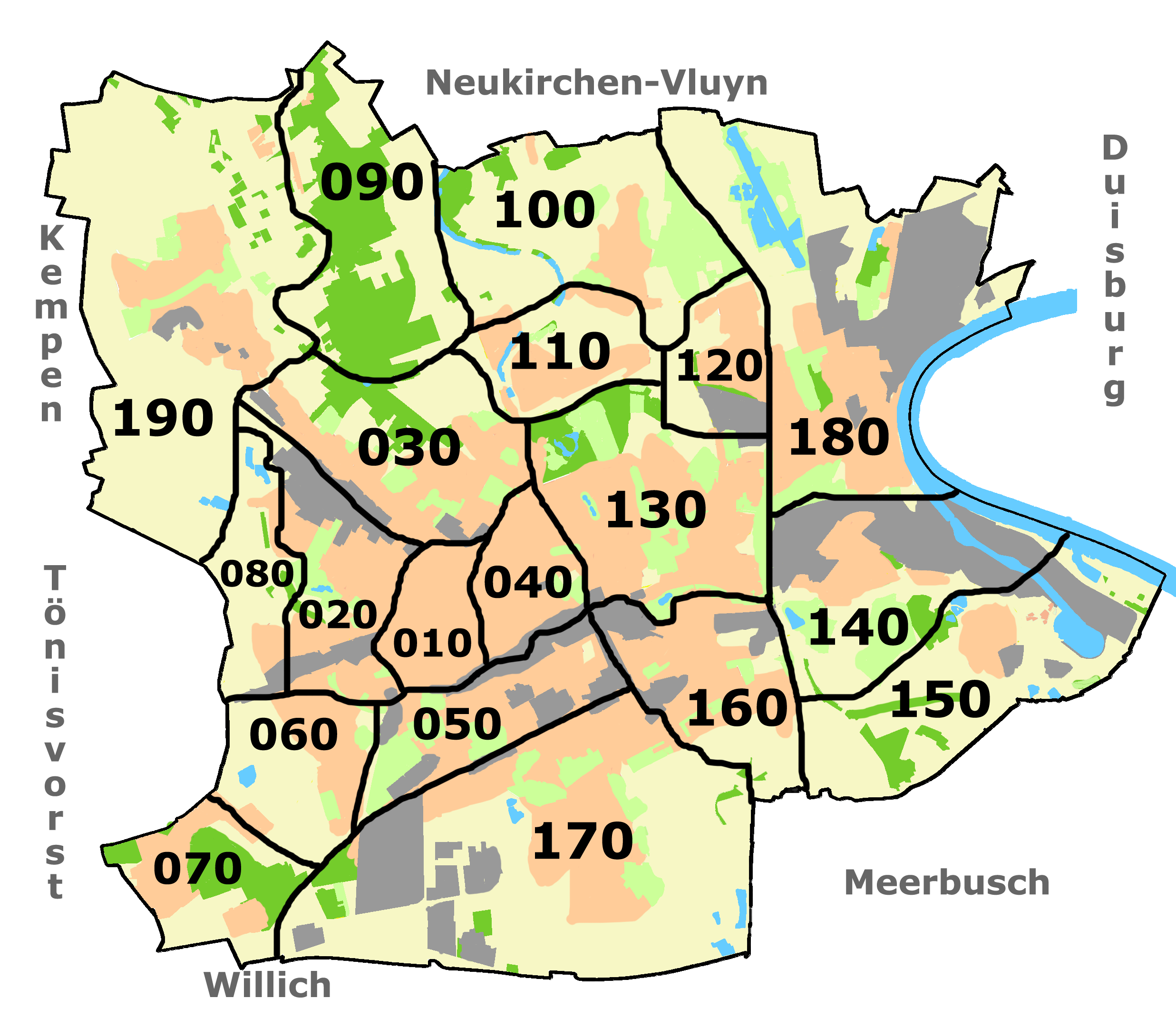

Aufgrund des Umfangs ist die Liste nach den Stadtteilen Krefelds (siehe Grafik rechts) aufgeteilt:
- 010 – Stadtmitte
- 020 – Kempener Feld/Baackeshof
- 030 – Inrath/Kliedbruch
- 040 – Cracau
- 050 – Dießem/Lehmheide
- 060 – Benrad-Süd
- 070 – Forstwald
- 080 – Benrad-Nord
- 090 – Hülser Berg
- 100 – Traar
- 110 – Verberg
- 120 – Gartenstadt
- 130 – Bockum
- 140 – Linn
- 150 – Gellep-Stratum
- 160 – Oppum
- 170 – Fischeln
- 180 – Uerdingen
- 190 – Hüls